# Marsden Hartley
Marsden Hartley (Lewiston, Maine, els Estats Units, 1877 - Ellsworth, Maine, els Estats Units, 1943) fou un pintor i escriptor estatunidenc, l'obra del qual va representar una resposta anticipada a les tendències modernistes de l'art europeu.

## Biografia
De pares anglesos, Hartley va començar la seua formació artística al Cleveland Institute of Art després que la seua família es va traslladar a Cleveland (Ohio) el 1892. Més tard va guanyar una beca per a estudiar a la Cleveland School of Art. El 1898, als 22 anys, Hartley es va traslladar a Nova York per a estudiar pintura a la New York School of Art amb William Merritt Chase i després va assistir a la National Academy of Design de la mateixa ciutat.
Va tornar a Maine el 1937 després de declarar que volia ésser el pintor de Maine i representar la vida nord-americana a un nivell local. Aquest desig el va fer alinear amb el regionalisme, un moviment de la pintura estatunidenca que es concentrava en la representació realista d'escenes i de tipus. Va continuar pintant a Maine (principalment escenes de la rodalia de Lovell i la costa de Corea a Gouldsboro) fins a la seua mort a Ellsworth el 1943. Les seues centres foren escampades al riu Androscoggin.

## Galeria

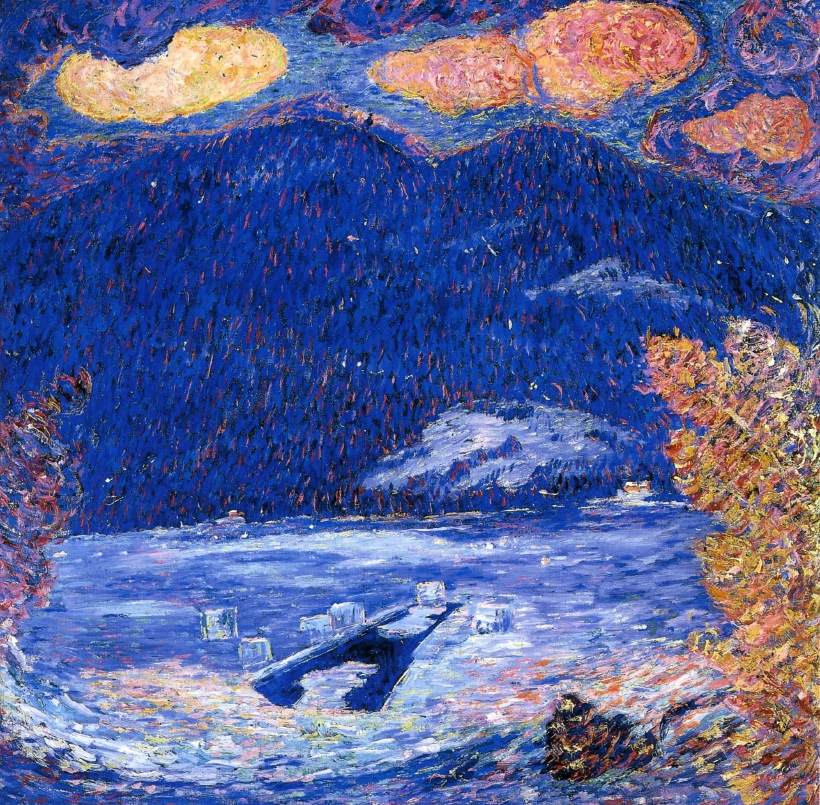
The Ice Hole (1908)
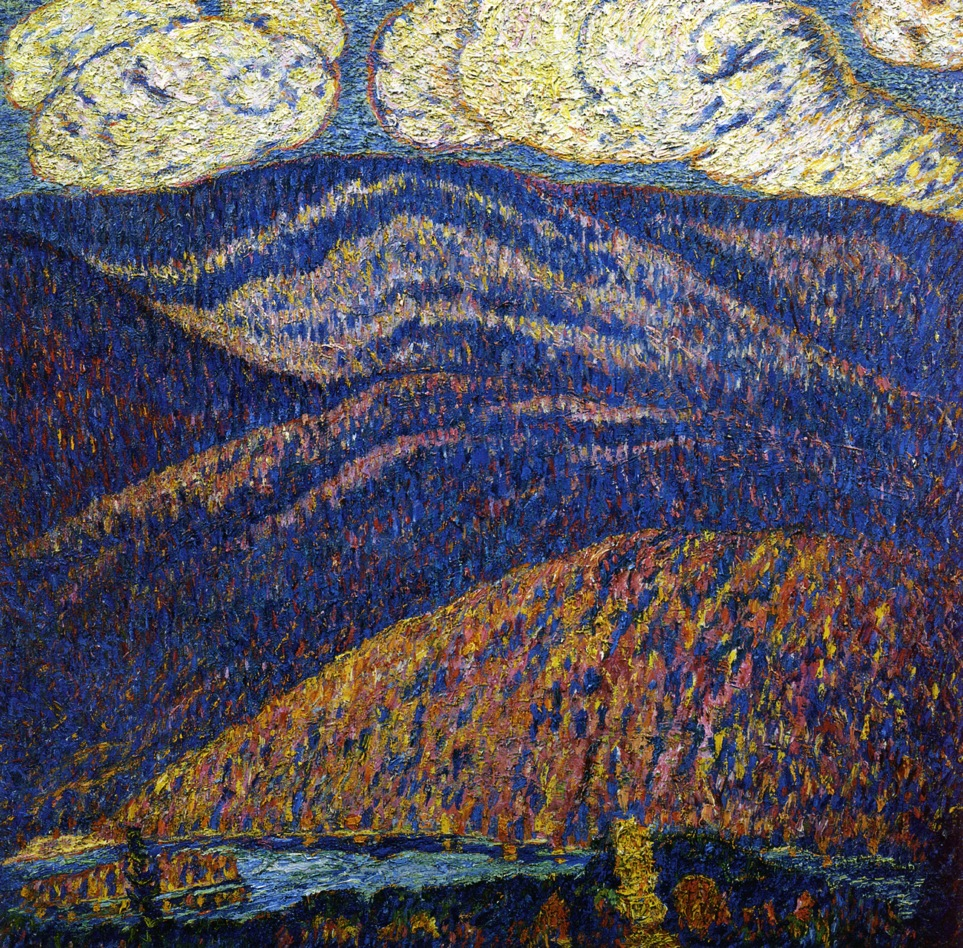
Hall of the Mountain King (1909)
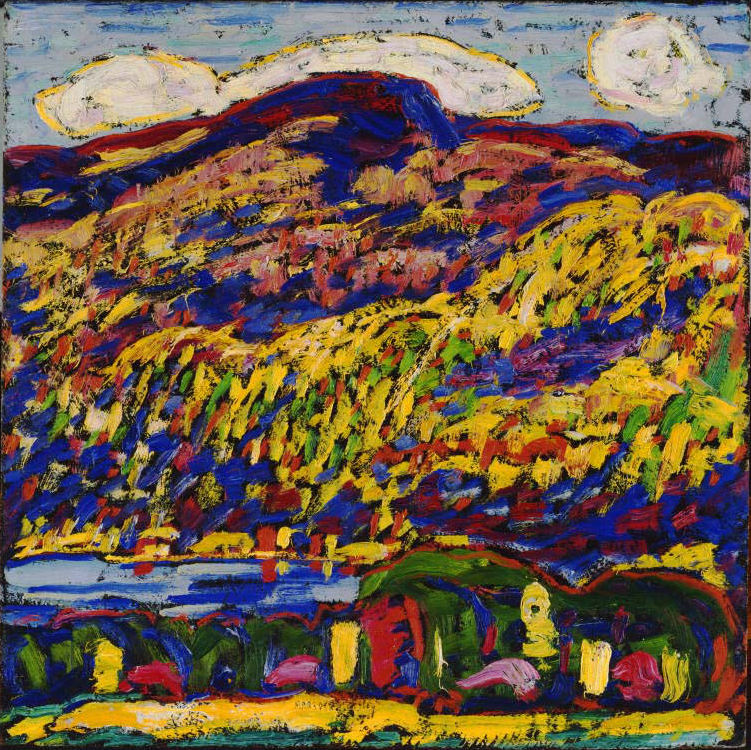
Mountain Lake (cap al 1910)
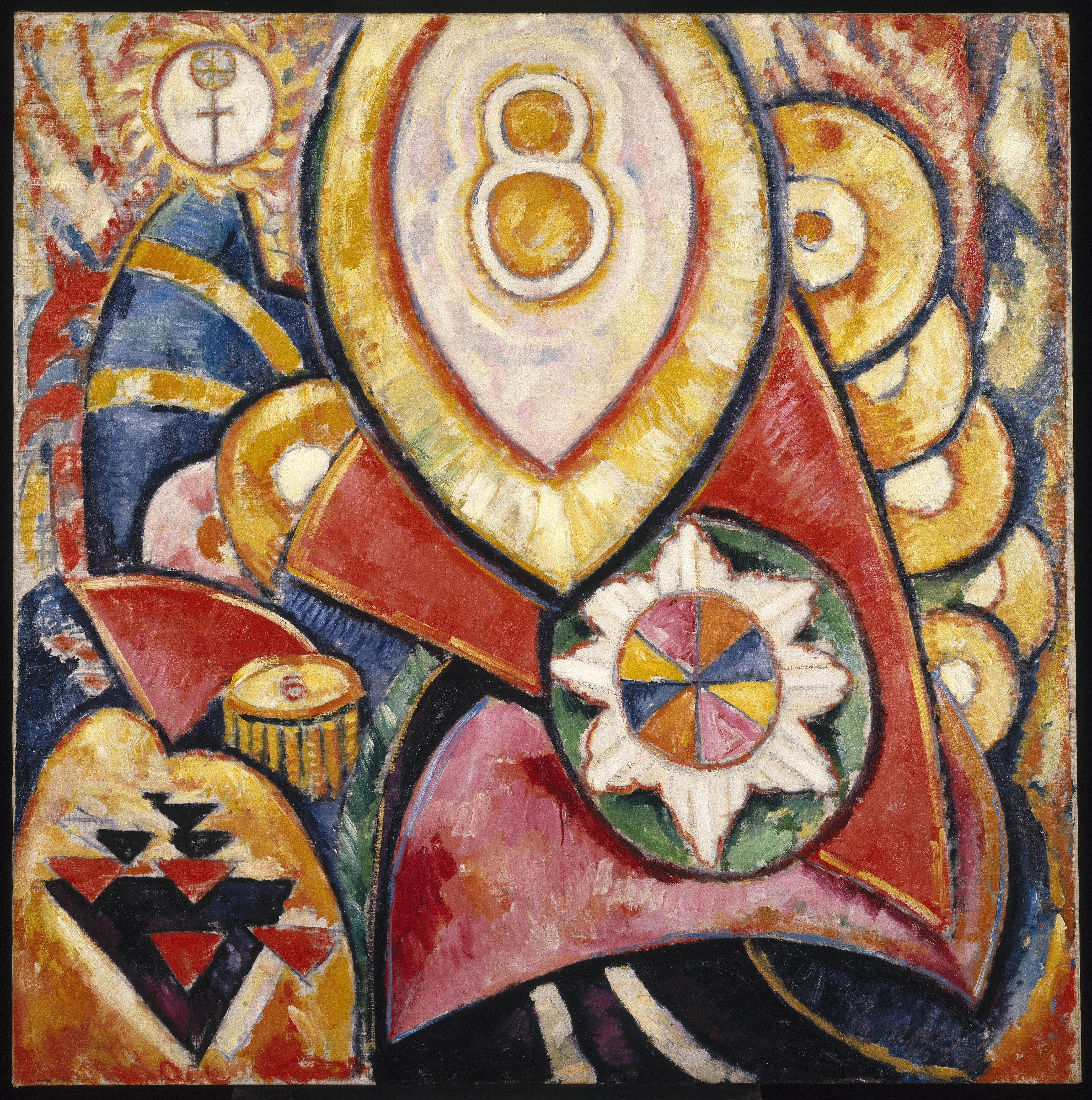
Painting No. 48 (1913)
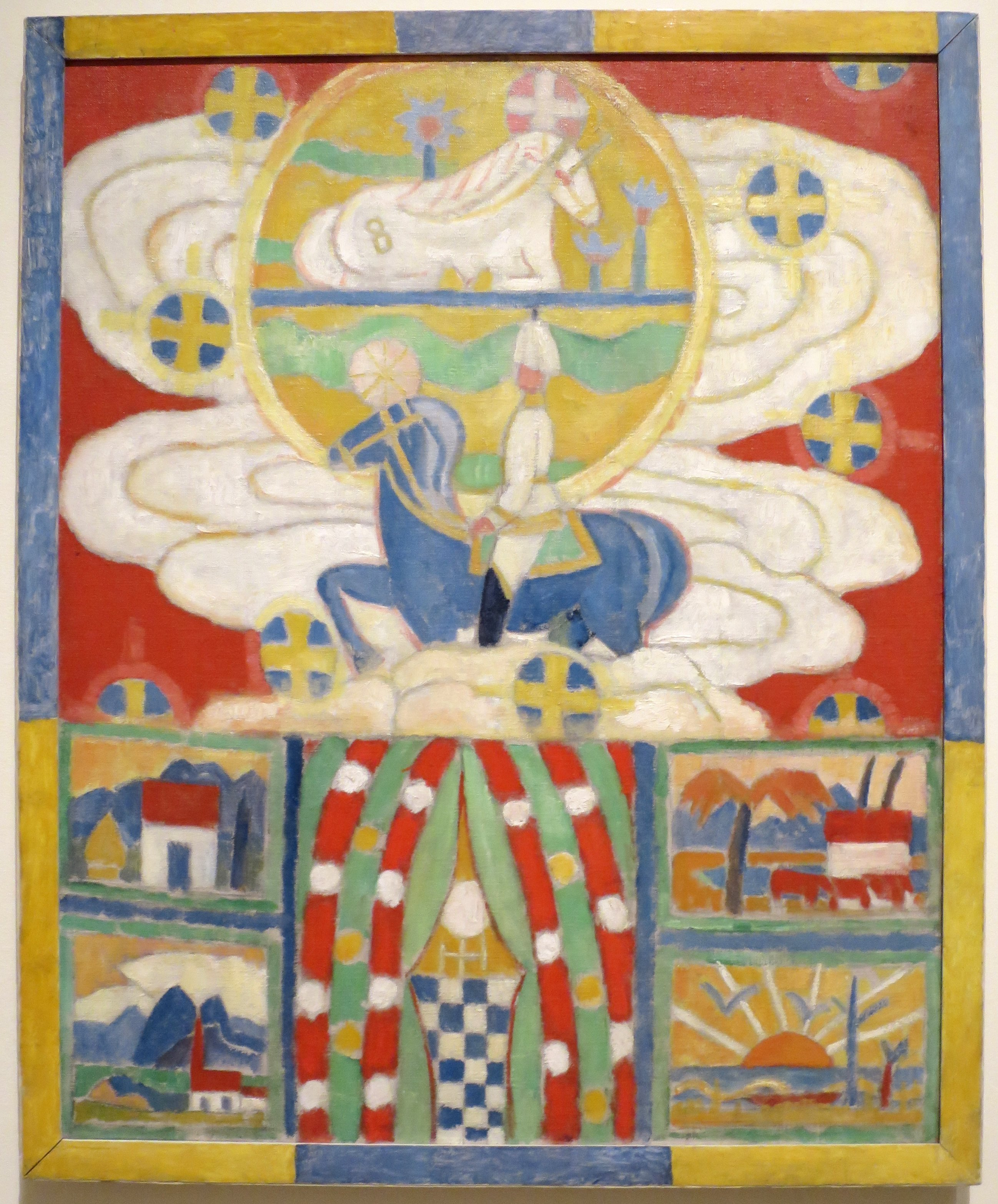
Berlin Ante War (1914)
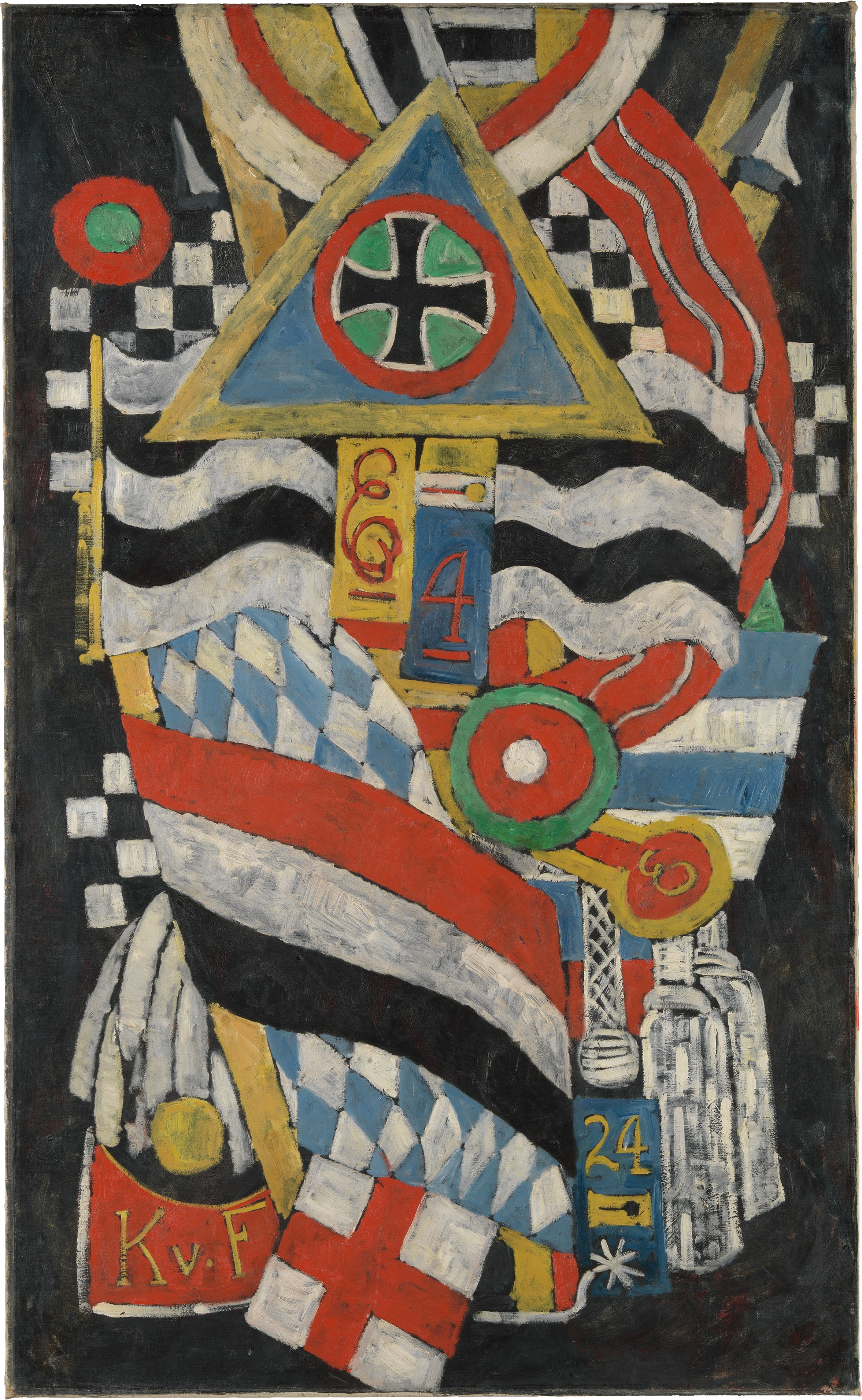
Portrait of a German Officer (1914)
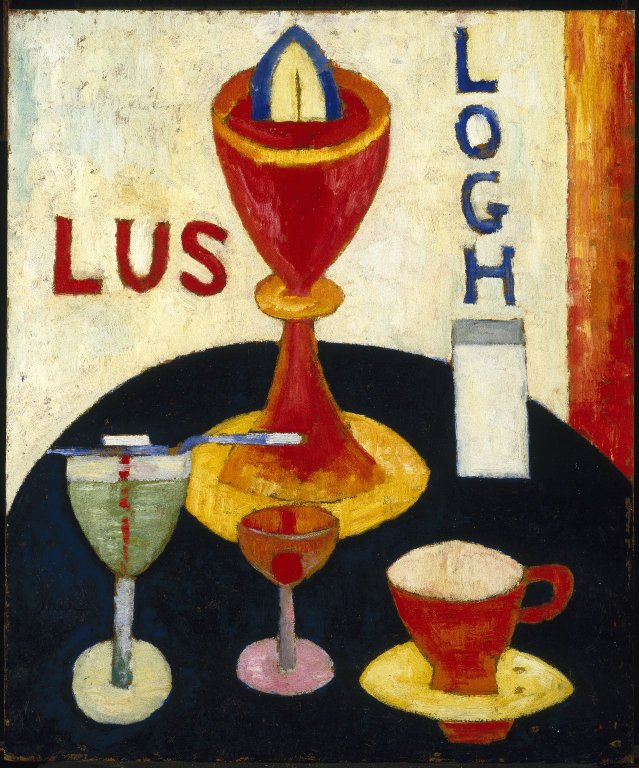
Handsome Drinks (cap al 1916)
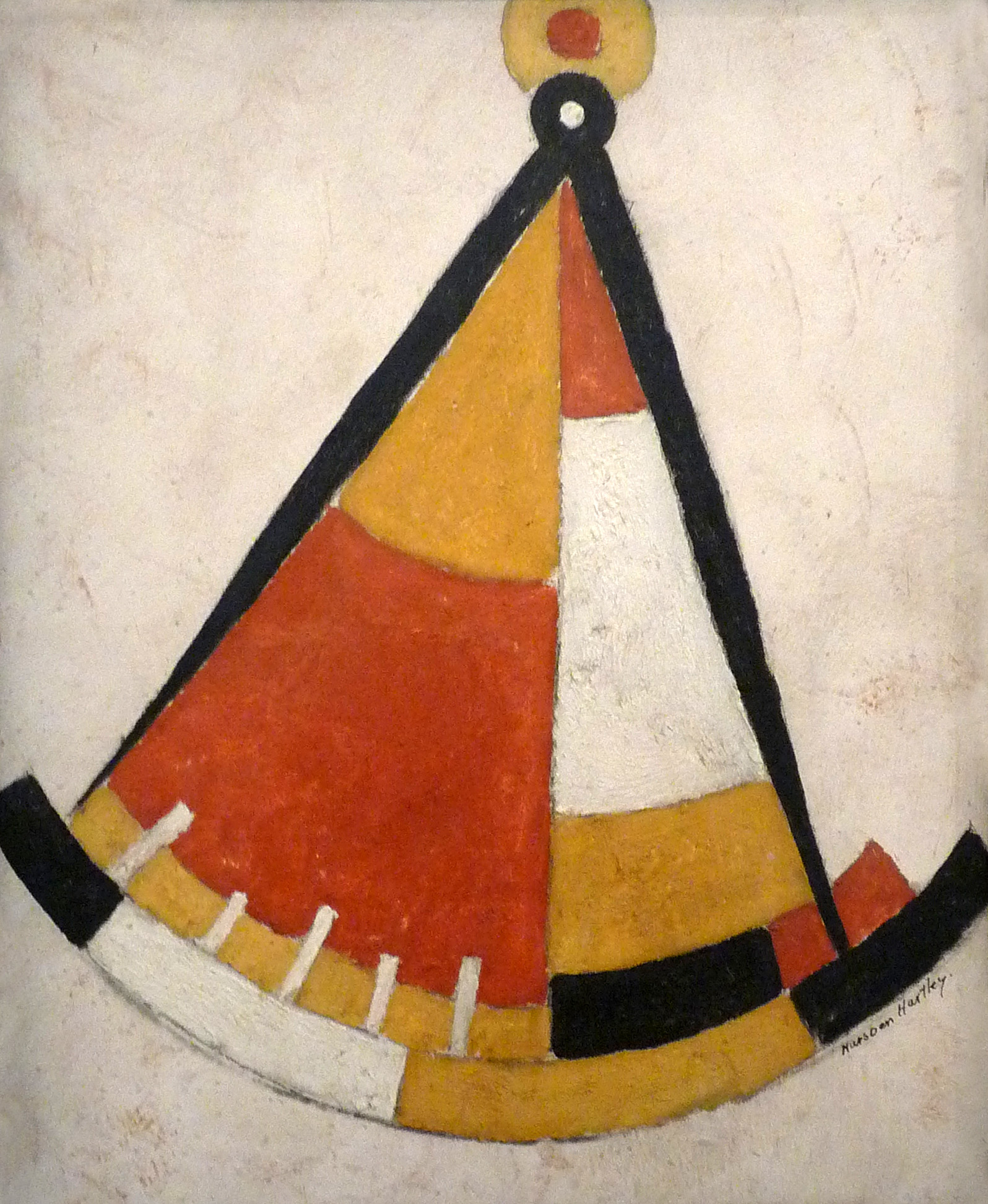
Sextant (1917)
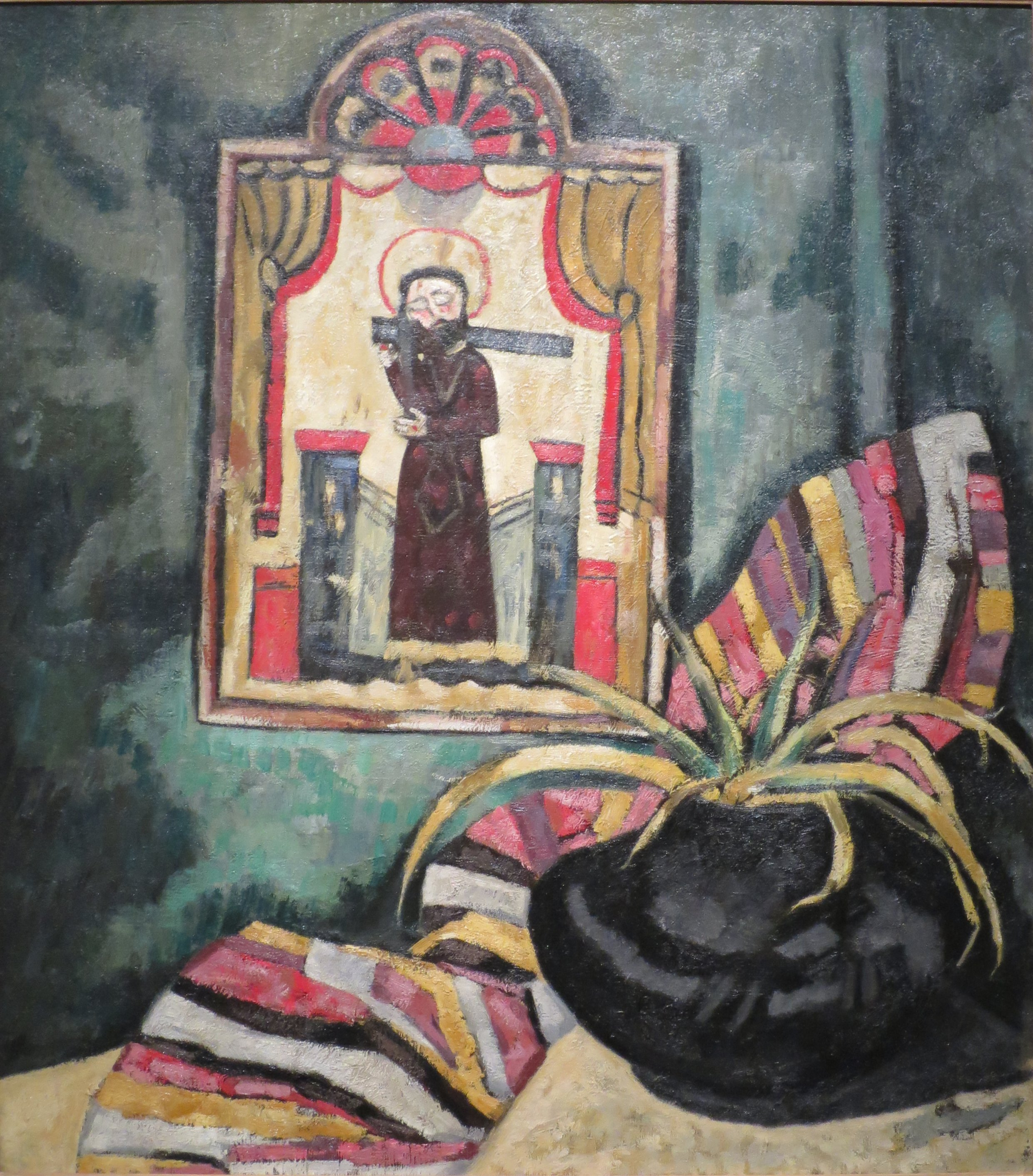
El Santo (1919)
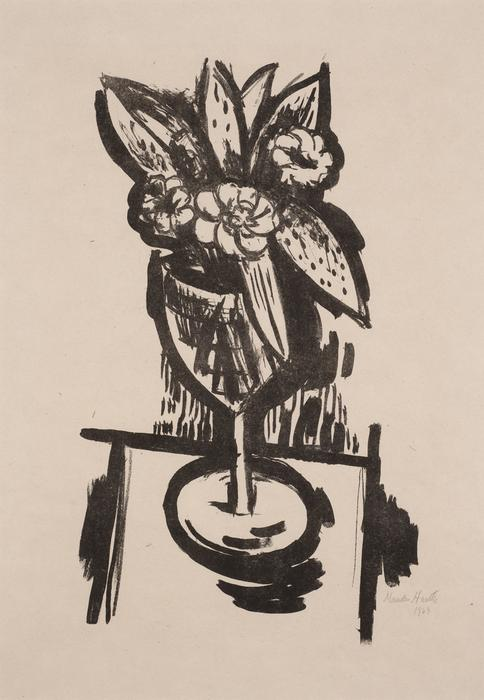
Flowers in a Goblet (1923)
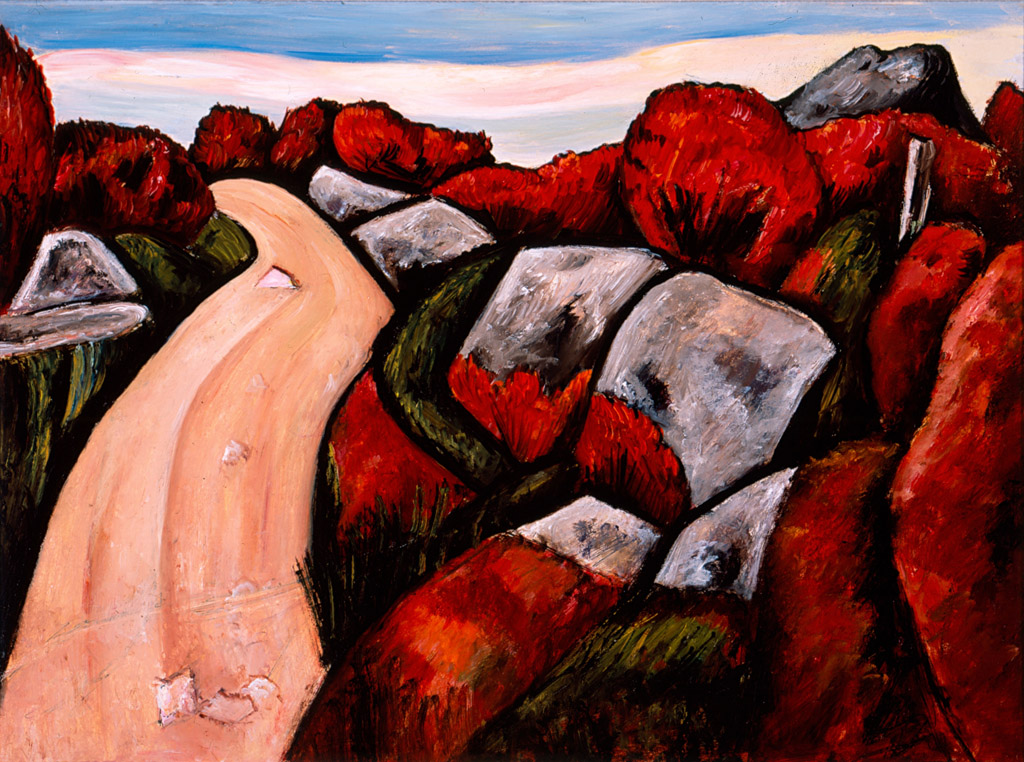
Blueberry Highway, Dogtown (1931)
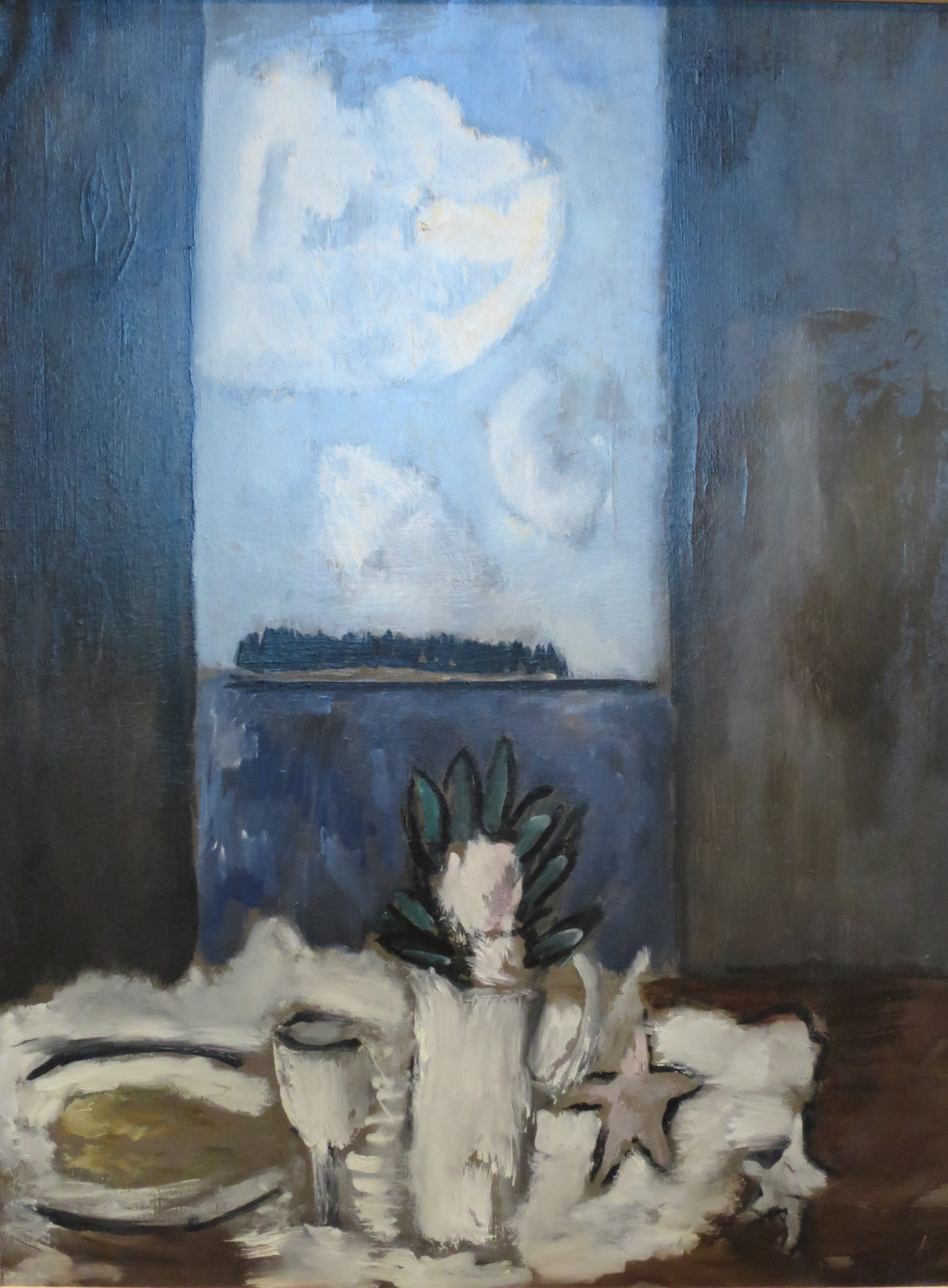
Flower and Star on Window (1941)